# Stokellia anisodon
Stokellia anisodon är en fiskart som först beskrevs av Stokell, 1941.  Stokellia anisodon ingår i släktet Stokellia och familjen Retropinnidae. Inga underarter finns listade i Catalogue of Life.